# 羅馬尼亞郵政
羅馬尼亞郵政（Poșta Română）是羅馬尼亞的國營郵政事業。羅馬尼亞郵政成立於1862年，在2017年有約25,000名員工。

## 外部連結
- Poșta Română (in Romanian and English)
- Romfilatelia
- Philatelical Museum